# Runge (cráter)

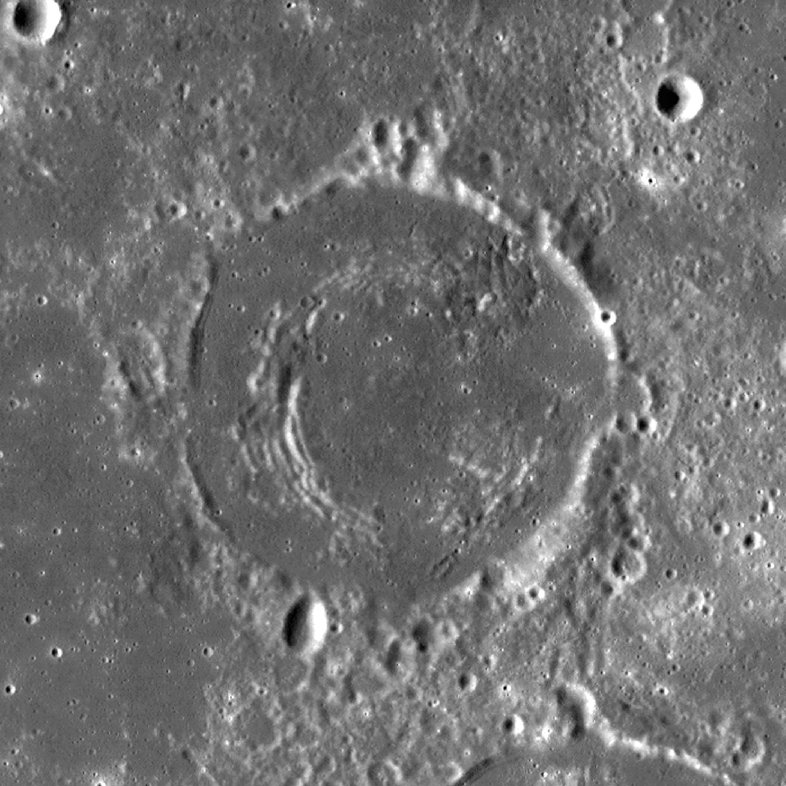
Fotografía de la misión Lunar Reconnaissance Orbiter

Runge es un cráter de impacto situado en el Mare Smythii,  sobre el limbo oriental de la Luna. Se encuentra a menos de un diámetro hacia el norte-noroeste del cráter Warner, de aspecto muy similar. Al oeste-noroeste se halla Haldane.
|  |

Runge ha sido casi completamente sumergidos por coladas de lava basáltica, dejando solo unos restos en forma de anillo que sobresalen ligeramente sobre el mar lunar. El borde tiene un hueco en su extremo sur, con un par de pequeños cráteres cerca del exterior a ambos lados de esta abertura.